# Morone chrysops
Morone chrysops — риба родини Моронових, відома під назвою англ. white bass, sand bass, Окунь білий, або Окунь піщаний. Сягає 45 см довжини. Промислова риба.
Ареал охоплює басейн західної Атлантики, прісні та солонуваті води Північної Америки: Великі озера, Гудзонова затока (Північний Ред) і басейн Міссісіпі  від Квебеку і Манітоби в Канаді до Луїзіани в США; також прісні води Техасу.

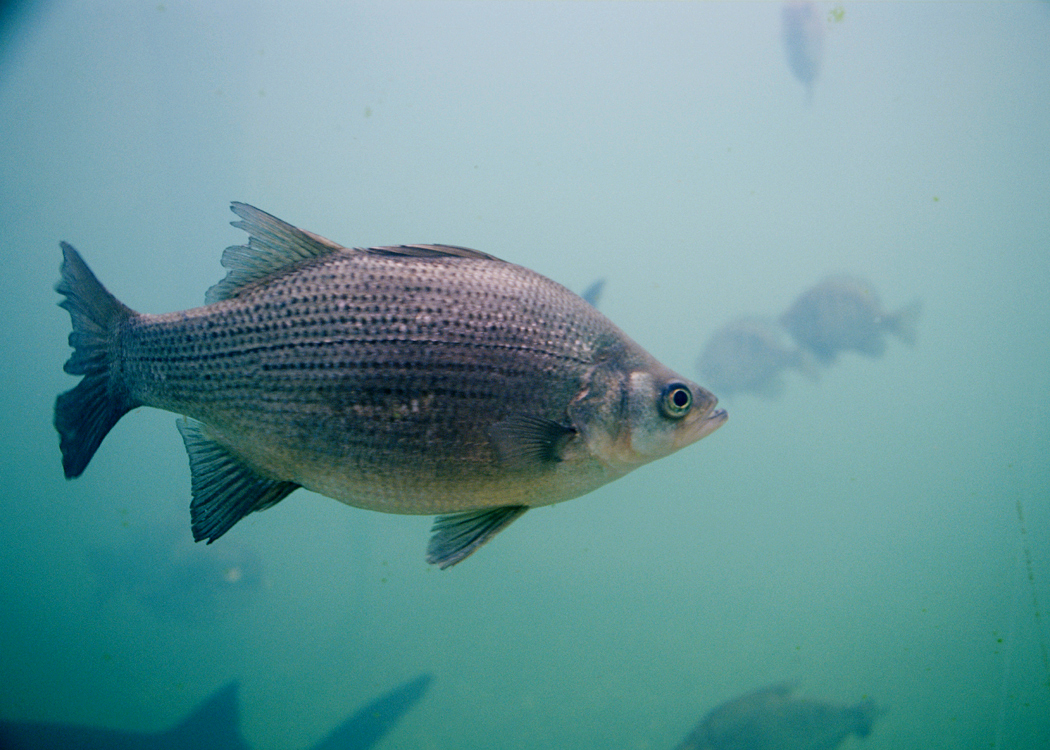
Morone chrysops у природному середовищі